# Braunbuch
Die Bezeichnung Braunbuch geht auf das 1933 im Pariser Exil erschienene Buch Braunbuch über Reichstagsbrand und Hitlerterror zurück. In dem von der Komintern verdeckt herausgegebenen Buch wird als erstes eine Theorie zur Ursache des Reichstagsbrandes dargestellt. Die Autoren stellen den Brand als eine Tat der Nationalsozialisten dar. Im Weiteren enthält das Buch eine umfangreiche Materialsammlung, die als weltweit erste Gesamtdarstellung die Unrechtstaten der Nationalsozialisten gegen Juden, die Mitglieder der demokratischen Parteien und der Kommunistischen Partei Deutschlands im ersten halben Jahr der Herrschaft der Nationalsozialisten aufzeigte. Basierend auf dem originalen Braunbuch wurden in der DDR und auch in der BRD mehrere weitere Bücher herausgegeben, welche auch Braunbücher genannt wurden und auch auf nationalsozialistische Verbrechen von prominenten Persönlichkeiten hinwiesen.

## Braunbuch 1933

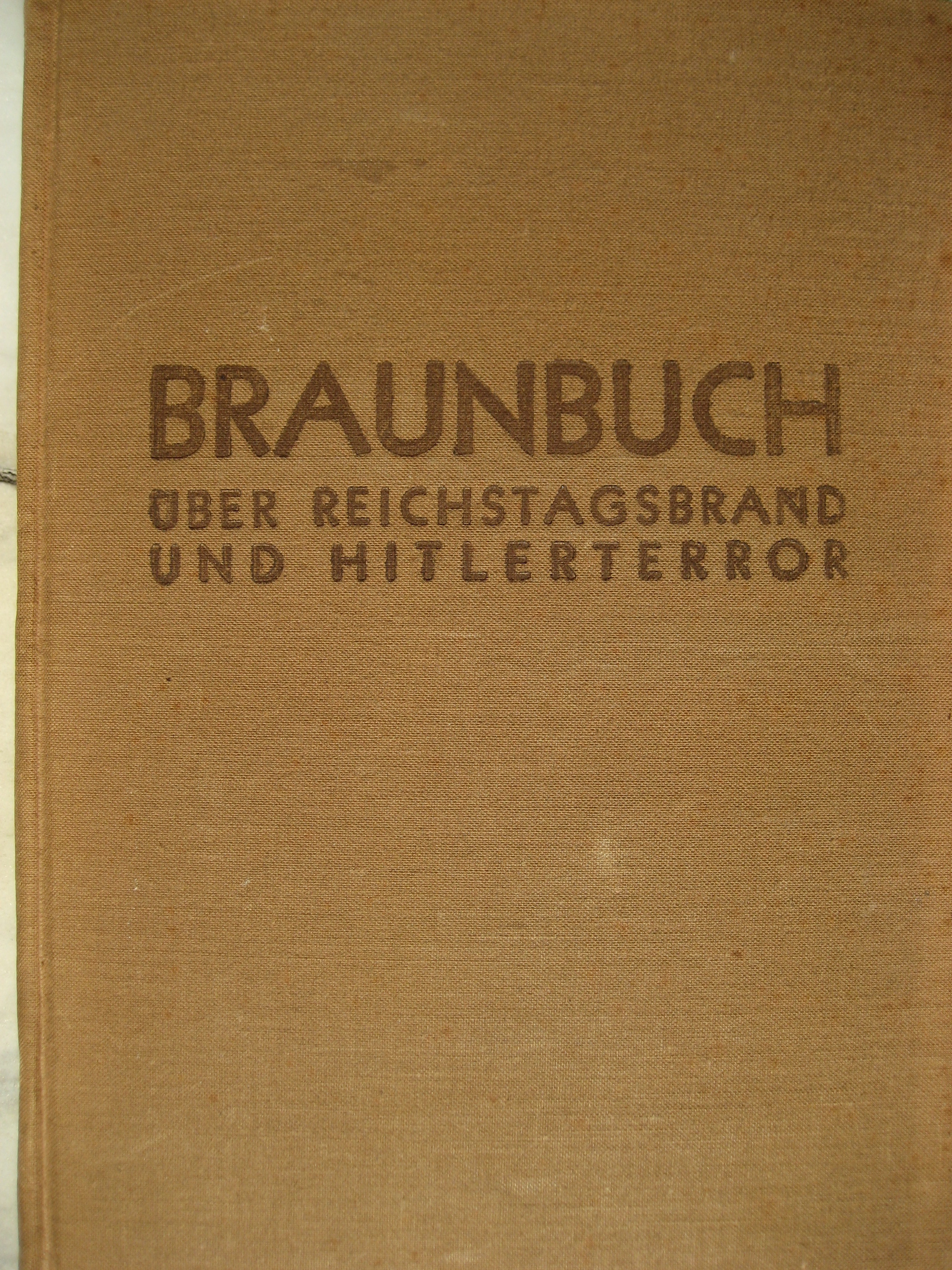
Braunbuch, erschienen August 1933 im Pariser Exil. Buchgestaltung John Heartfield, 3. Auflage, hier ohne Schutzumschlag.

Das erste Braunbuch – eine Veröffentlichung der KPD im Exil – erschien 1933 unter dem Titel Braunbuch über Reichstagsbrand und Hitlerterror in Paris mit einem Vorwort des britischen Labourpolitikers Lord Marley, zuerst unter dem Titel Livre brun sur l’incendie du Reichstag et la terreur hitlérienne, bei Éditions du Carrefour in Paris. Der Verlag stand unter der Leitung des deutschen Komintern-Funktionärs Willi Münzenberg, der den Verlag im März 1933 gekauft hatte. Das „Braunbuch“ wurde am 1. August 1933 auf einer Pressekonferenz vorgestellt. Den Hintergrund bildete der für den 21. September angesetzte Reichstagsbrand-Prozess, bei dem neben dem Hauptangeklagten van der Lubbe der KPD-Fraktionsführer Torgler und die drei bulgarischen Kommunisten Georgi Dimitrow, Blagoi Popow und Wassil Tanew auf der Anklagebank saßen.
Das Buch enthielt eine anonyme kurze Vorbemerkung des Verlags und der anonymen Autoren. Der Mitarbeiter des Verlages beschrieb das Buch als Kollektivarbeit von Antifaschisten, eine Gemeinschaftsarbeit von Kämpfern, die auf den „Sturz des Hitler-Faschismus […] und für ein sozialistisches Deutschland“ wirken wollte. Die Autoren wollten nicht genannt werden. Die häufig diskutierte Frage, ob der Münzenberg-Mitarbeiter Otto Katz oder Alexander Abusch Chefredakteur war, ist irrelevant, weil sich die Aufgabenbereiche Recherche, Redaktion, Verlag und Lektorat durch den kollektiven Charakter der Arbeit und den enormen Zeitdruck überschnitten. Katz oblag im Carrefour-Verlag ein großer Aufgabenbereich, und er war für die Recherchen zum Braunbuch zuständig, Abusch hingegen trug für den Gesamttext Verantwortung. So erklärt sich, dass Abusch im Nachwort zu einem 1973 erfolgten Faksimile-Reprint des Braunbuches im Röderberg-Verlag bemerkte, das Buch sei von ihm unter der Mitwirkung von Albert Norden herausgegeben worden. Initiator und Verleger war jedoch Willi Münzenberg. Herausgeber im politischen Sinne waren die KPD und das „Weltkomitee für die Opfer des Hitler-Faschismus“ mit Sitz in Paris.
Ein Team kommunistischer Schriftsteller und Journalisten recherchierte und verfasste die Beiträge zum Braunbuch: Neben Otto Katz alias André Simone waren das Albert Norden, der für das Braunbuch über die internationalen Verbindungen der Nazipartei schrieb, Rudolf Feistmann, der den Einleitungstext verfasste, Gustav Regler, der den Abschnitt über die Gräuel in den Konzentrationslagern gestaltete, des Weiteren Bodo Uhse, Alfred Kantorowicz, Arthur Koestler, Max Schroeder und Bruno Frei. Die äußere Gestaltung der Pariser Ausgabe übernahm John Heartfield. Der Umschlag zeigt einen blutverschmierten Göring mit dem Henkerbeil vor dem brennenden Reichstag. Für Deutschland bestimmte Ausgaben wurden teilweise gekürzt als Texte der deutschen Literatur getarnt ins Land geschmuggelt, so als Reclamhefte unter dem Titel „Goethe: Hermann und Dorothea“.
Das Braunbuch wurde in einer Auflage von mehreren Millionen Exemplaren in 17 Sprachen übersetzt und erzielte große propagandistische Wirkung.
Noch 1933 erschien ebenfalls im Verlag Edition du Carrefour als „Nachtrag zum Braunbuch I“ die Broschüre Anklage gegen die Ankläger. Die Widerlegung der geheimen Anklageschrift des Reichstagsbrand-Prozesses. Grundlage war eine Kopie der geheimen Anklageschrift, die sich Münzenbergs Zuträger Leo Roth vermutlich aus der Wohnung von Kurt von Hammerstein mit Hilfe von dessen Tochter Helga besorgt hatte.
Nach dem Ende des Prozesses 1934 kam unter dem Namen Dimitroff contra Göring: Braunbuch II eine Fortsetzung des Buches heraus. Dieses Buch wurde hauptsächlich von Otto Katz geschrieben. Auch dieses Buch wurde in die wichtigsten Sprachen übersetzt und erregte ebenfalls großes Aufsehen.
Das Braunbuch beantwortete die Verschwörungstheorie der Nationalsozialisten, die den Reichstagsbrand als Fanal zu einem kommunistischen Aufstand hinstellten, mit der These, die Nationalsozialisten hätten selbst das Feuer legen lassen. Damit brachten Katz und Münzenberg eine grundlegende Änderung im Diskurs des kommunistischen Widerstands gegen den Nationalsozialismus zuwege: Das NS-Regime wurde nun nicht mehr als Werkzeug zur Umsetzung der Klasseninteressen des Kapitals dargestellt, sondern als terroristische Verschwörung moralisch verkommener Menschen: Hermann Göring wurde als morphiumsüchtig dargestellt, die Homosexualität Ernst Röhms wurde herausgestellt und als Mittel bezeichnet, mit dem der im brennenden Reichstagsgebäude aufgegriffene van der Lubbe zum unglücklichen Werkzeug der eigentlichen Brandstifter wurde: Ohne jeden Beweis wurde im Braunbuch die falsche Behauptung aufgestellt, er wäre ebenfalls homosexuell, „ein kleiner, halbblinder Lustknabe“. Das Kapitel über Marinus van der Lubbe hatte Otto Katz verfasst. Mitwisser der Verschwörung wie Georg Bell, Ernst Oberfohren und Erik Jan Hanussen seien aus dem Weg geräumt worden. Dieser Wandel von der Klassenanalyse zur Dramaturgie eines Kriminalromans, die das Braunbuch durch eine Kombination von gut recherchierten Fakten, bloßen Vermutungen und eigenen Erfindungen schuf, erwies sich als ausgesprochen erfolgreich. Der mit ihm und der anschließenden internationalen Medienkampagne geschaffene kommunistische Antifaschismus prägte das Bild des NS-Regimes auf Jahrzehnte. Der amerikanische Historiker Anson Rabinbach sieht durchaus Verdienste in dieser Veröffentlichung, denn die darin enthaltenen Schilderungen des nationalsozialistischen Terrors und der Konzentrationslager zwangen das Regime, 1934 in einem Anti-Braunbuch des Lagerkommandanten des KZ Oranienburg, Werner Schäfer zu einer, allerdings beschönigenden, Stellungnahme. Gleichzeitig sei mit dem Braunbuch aber eine Fehldeutung des NS-Regimes popularisiert worden. Demnach hätte die nationalsozialistische Herrschaft bis 1945 weitgehend auf Terror basiert. Das traf zu, blendete aber aus, dass im Verlaufe der 1930er Jahre das Regime wegen der aufrüstungsbedingten Beschäftigungspolitik und anderer Ereignisse und Faktoren in der großen Mehrheit der Bevölkerung auf Zustimmung traf. „Münzenberg unterschätzte die Fähigkeit der Nazis zu noch zynischeren und verbrecherischen Handlungen als denen, die auf den Reichstagsbrand folgten.“

## Braunbücher der DDR

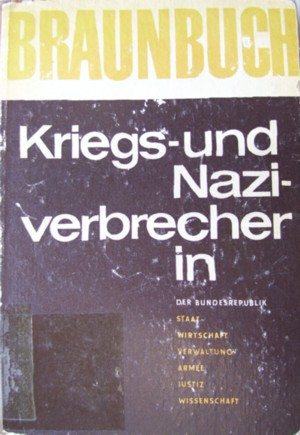
Braunbuch, Publikation der DDR (1965)

Schon seit 1955 hatte die DDR gezielt belastendes Material über einzelne Staatsanwälte, Richter und hohe Beamte im Konkurrenzstaat Bundesrepublik Deutschland herausgegeben. Deren Tätigkeiten im Dritten Reich und oft auch peinliche Ergebenheitsadressen wurden dadurch der Öffentlichkeit bekannt. Enthüllungen von DDR-Seite führten zum Rücktritt hoher Beamter und Bundesminister. Generalbundesanwalt Wolfgang Fränkel wurde im Juli 1962 in den einstweiligen Ruhestand versetzt. Der Minister für Vertriebene Hans Krüger reichte am 31. Januar 1964 seinen Rücktritt ein.
1960 tauchte im Titel einer Publikation des Ausschusses für deutsche Einheit zu Theodor Oberländer (Die Wahrheit über Oberländer. Braunbuch über die verbrecherische Vergangenheit des Bonner Ministers) erstmals die Bezeichnung „Braunbuch“ auf.
Eine prominente Person, die in diesem Braunbuch erwähnt wurde, war der als graue Eminenz des Bundeskanzlers Adenauer bekannte Chef des Bundeskanzleramts Hans Globke. Das Oberste Gericht der DDR verurteilte Globke am 23. Juli 1963 wegen seiner Mitwirkung an den Nürnberger Rassegesetzen in einem Schauprozess in Abwesenheit zu lebenslanger Haft. Als Globke nach seiner Pensionierung im Oktober 1963 in eine Villa am Genfer See ziehen wollte, verweigerte das Parlament des Kantons Waadt ihm die Aufenthaltsgenehmigung.
Am 2. Juli 1965 präsentierte der Leiter der Kommission für die Aufarbeitung der Kriegs- und Naziverbrechen zuständige SED-Politiker und Autor Albert Norden der Weltpresse ein Buch mit dem Titel Braunbuch: Kriegs- und Naziverbrecher in der Bundesrepublik. Staat, Wirtschaft, Armee, Verwaltung, Justiz, Wissenschaft, herausgegeben vom Nationalrat der Nationalen Front des Demokratischen Deutschland [und dem] Dokumentationszentrum der Staatlichen Archivverwaltung der DDR. Es listete die SS-Dienstränge und NS-Parteiämter von 1800 Wirtschaftsführern, Politikern und führenden Beamten der Bundesrepublik Deutschland auf. Einige der Angaben waren zusätzlich durch Faksimiles belastender Dokumente belegt.
Das Buch wurde von den Regierenden der Bundesrepublik weitgehend als „kommunistisches Propagandawerk“ abgelehnt. Die zweite(?) Auflage wurde 1967 auf der Frankfurter Buchmesse durch Amtsrichter Norbert Pawlik beschlagnahmt, die Maßnahme aber am Folgetag vom Landgericht aufgehoben. Die Bundesregierung bestritt die erhobenen Vorwürfe. Für die Beschuldigten hatte die Veröffentlichung vorerst kaum Folgen; vielmehr halfen die Vorwürfe „im antikommunistischen Klima des Kalten Krieges den Beschuldigten eher, als dass sie ihnen schadeten“.
Eine dritte Auflage erschien im Sommer 1968. Sie wurde im Jahr 2002 neu aufgelegt und im Internet als Volltext veröffentlicht. In einer Rezension von 2002 bezeichnete der Historiker Götz Aly das Buch zwar als „Propaganda“, betonte aber, dass die Irrtumsquote bei den Angaben deutlich unter einem Prozent gelegen habe. Nach Ansicht des Historikers Richard J. Evans, der ein Spezialist für die Geschichte des Dritten Reiches ist, und der Unabhängigen Historikerkommission – Auswärtiges Amt treffen die Angaben des Braunbuchs zur „NS-Belastung führender westdeutscher Diplomaten“ in den 1950er Jahren „zum allergrößten Teil zu“.

## Braunbuch über ehemalige Nationalsozialisten in hohen Positionen in der DDR
Im Gegenzug erschienen in West-Berlin und der Bundesrepublik ähnliche Veröffentlichungen, die die nationalsozialistische Vergangenheit von Staats- und Parteifunktionären der DDR thematisierten. Der Untersuchungsausschuss Freiheitlicher Juristen veröffentlichte 1958 unter dem Titel Ehemalige Nationalsozialisten in Pankows Diensten erstmals eine Liste von 75 ehemaligen NSDAP-Mitgliedern. Bis 1965 erschienen fünf jeweils erweiterte Auflagen. Die Rechercheure hatten offenbar Zugang zum US-amerikanisch verwalteten Berlin Document Center sowie zu Informanten in der DDR. Im Jahr 1981 legte Olaf Kappelt das Braunbuch DDR. Nazis in der DDR vor. Es enthielt 200 Namen. Im Jahr 2009 veröffentlichte Kappelt eine bearbeitete Neuauflage seines Werkes mit Angaben zu über eintausend NS-belasteten Personen, die in gesellschaftlich einflussreichen Positionen der DDR Fuß fassen konnten. Zusammenfassend schrieb im Vorwort das langjährige SED-Politbüro-Mitglied Günter Schabowski: „Ein Nazi, dem es gewährt war, zum Sozialisten, genauer zum Kommunisten zu mutieren, war total und für immer entnazifiziert. Er war wie neugeboren. Wen aber die westdeutsche Demokratie umerzog, der blieb ein Nazi.“

## Braunbücher
- Braunbuch über Reichstagsbrand und Hitlerterror. Zuerst erschienen unter dem Titel Livre Brun sur l’incendie du Reichstag et le terreur hitlérienne. Mit einem Vorwort von Lord Marley, einem einflussreichen Labourpolitiker. Edition Carrefour Paris 1933. Gleichzeitig erschienen Ausgaben in Deutsch bei der Universum-Bücherei in Basel und Übersetzungen in die wichtigsten Sprachen der Welt; Textarchiv – Internet Archive.
  - Willi Münzenberg (Hrsg.): Braunbuch über Reichstagsbrand und Hitlerterror, Faksimile von: Braunbuch über Reichstagsbrand und Hitlerterror. Walde + Graf, Berlin 2020, ISBN 978-3-946896-54-8.
- Braunbuch 2: Dimitroff contra Goering – Enthüllungen über die wahren Brandstifter. Editions du carrefour, Paris 1934. Reprint Köln 1981, ISBN 3-7609-0552-8.
- Nationalrat der Nationalen Front des Demokratischen Deutschland, Dokumentationszentrum der Staatlichen Archivverwaltung der DDR (Hrsg.): „Braunbuch“. Kriegs- und Naziverbrecher in der Bundesrepublik und in Westberlin. Staat, Wirtschaft, Verwaltung, Armee, Justiz, Wissenschaft. Staatsverlag der Deutschen Demokratischen Republik, Berlin 1965. 1. Auflage Letzte (3.) Auflage in der DDR 1968, mehrere Nachdrucke; archive.org. Zuletzt
 Norbert Podewin (Hrsg.), Reprint edition ost, Berlin 2002, ISBN 3-360-01033-7 bzw. Edition Berolina, Berlin 2012.
- Jürgen Elsässer: Braunbuch DVU. Eine deutsche Arbeiterpartei und ihre Freunde, mit einem Vorwort von Jürgen Trittin. Konkret, Hamburg 1998, ISBN 3-930786-18-4.
- Olaf Kappelt: Braunbuch DDR. Nazis in der DDR. Berlin Historika Verlag, Berlin 2009, ISBN 978-3-939929-12-3.